# Mario Bauzá
Pour les articles homonymes, voir Bauzá.
Mario Bauzá est un trompettiste de jazz né le 28 avril 1911 à La Havane (Cuba) et décédé le 11 juillet 1993 à New York.
Il est considéré comme un des « pères » du latin jazz.

## Biographie
Mario Bauzá nait à La Havane. Il suit un cursus classique. Il joue du hautbois et de la clarinette dans le « Havana Philharmonic ».
En 1931 il émigre à New York. En 1932, il est engagé par Noble Sissle. C'est lors de son passage dans cet orchestre qu'il opte définitivement pour la trompette. De 1933 à 1938, il est trompettiste, mais aussi directeur musical, du big band de Chick Webb (où l'on peut entendre la jeune Ella Fitzgerald). De 1938 à 1939, il travaille pour Don Redman et, de 1939 à 1941, pour Cab Calloway.
Dans l'orchestre de Calloway, il a comme voisin de pupitre Dizzy Gillespie. Mario Bauzá initie son confrère à la musique cubaine. C'est aussi lui qui plus tard, en 1947, présente le percussionniste Chano Pozo à Gillespie. D'autre part de 1941 à 1976, Mario Bauzá est le directeur musical de l'orchestre de Machito (qui par ailleurs est son beau-frère). Dans les années 1980-90, Mario Bauzá dirige son propre orchestre.
On peut à juste titre dire que Mario Bauzá est un des fondateurs - voire « le » père - du latin jazz, fusion de bebop et de musique cubaine.